# Nepenthes kampotiana
Nepenthes kampotiana este o specie de plante carnivore din genul Nepenthes, familia Nepenthaceae, ordinul Caryophyllales, descrisă de Paul Lecomte. Conform Catalogue of Life specia Nepenthes kampotiana nu are subspecii cunoscute.

## Galerie de imagini

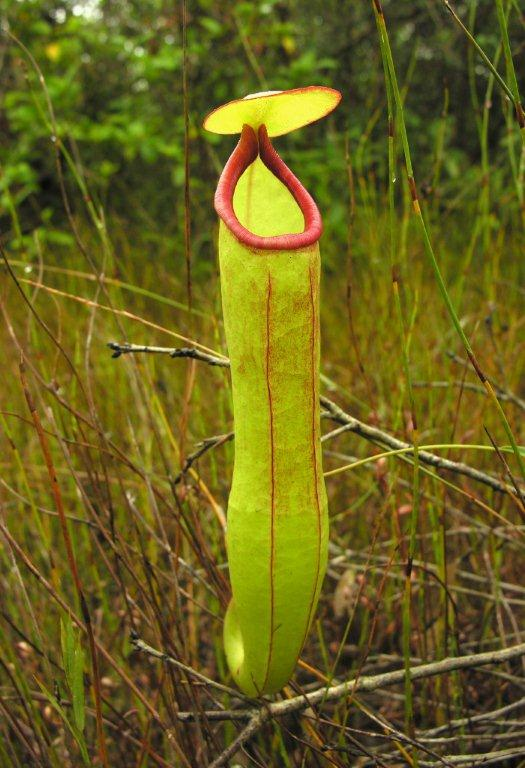